# Fabi Bang
Fabiane Filgueiras Rendtler "Fabi" Bang (Rio de Janeiro, 4 de outubro de 1984) é uma atriz, cantora e bailarina brasileira. Atualmente, é um dos maiores nomes do teatro musical do país. Ficou conhecida por interpretar a protagonista Glinda, na montagem brasileira de Wicked (2016, 2023 e 2025), bem como dublar a personagem no filme Wicked (2024),  por fazer a Ariel na montagem brasileira de A Pequena Sereia (2018 e 2022), e por interpretar a protagonista Sally Bowles na montagem brasileira de Cabaret (2024).  

## Biografia
Fabi Bang, filha de Maria Lucia Bang e de Miguel Bang, nasceu no dia 4 de outubro de 1984, no Rio de Janeiro. Ela é irmã mais nova do jornalista brasileiro Erick Bang, e bisneta do maestro Alberto Nepomuceno, considerado o “pai” da música erudita brasileira. Aos três anos de idade, Fabi começou a estudar ballet clássico, formando-se pela Escola de Dança Maria Olenewa. Aos cinco anos participou do filme A Princesa Xuxa e os Trapalhões. Também estudou interpretação na Casa das Artes de Laranjeiras (CAL). Fabi chegou a ingressar no curso de Arquitetura da PUC-RJ, mas abandonou. Aos dezoito anos, tornou-se bailarina profissional e integrou o corpo de baile de companhias de dança contemporânea, viajando para a Europa, onde morou durante cinco meses, sendo apresentada ao mundo das audições e ao universo dos musicais.

### Vida Pessoal
Foi casada com o produtor musical Rique Azevedo, que produziu seu primeiro single, "Ironias". Tiveram uma filha, Isabel, em 1º de março de 2019, e se divorciaram em 2023. Atualmente se encontra em um relacionamento com o fotógrafo Jairo Goldflus.

## Carreira
Começou a trabalhar profissionalmente com teatro musical em 2005, em O Fantasma da Ópera, como swing, musical que ficou quase dois anos em cartaz em São Paulo. Foi a partir daí que ela tomou gosto pela área, e iniciou seus estudos de canto com Paula Capovilla e Marconi Araújo. Desde então, fez parte do elenco brasileiro dos musicais: Miss Saigon (2007), A Bela e a Fera (2009), Cats (2010), Evita (2011), Cabaret (2011), Priscilla (2012), A Família Addams (2013), O Homem de La Mancha (2014) e Kiss Me Kate (2015).

Fabi como Glinda, 2016

Em janeiro de 2016, foi anunciado que Fabi interpretaria Glinda na versão brasileira do musical da Broadway Wicked - A história não contada das bruxas de Oz, protagonizando ao lado de Myra Ruiz como Elphaba. A estreia do musical se deu em março, e, com temporada estendida, chegou ao fim em dezembro. O papel lhe rendeu o Prêmio Bibi Ferreira 2016 de "Melhor Atriz", considerada a mais importante premiação do teatro musical do Brasil.
Ainda em 2016, Fabi venceu o prêmio de "Melhor Atriz Coadjuvante" por Lois Lane em Kiss Me, Kate na segunda edição do Prêmio Reverência que ocorreu em São Paulo. Em julho do mesmo ano foi anunciado que ela estaria na nova novela das 19h da Globo, Rock Story interpretando Nina

Fabi como Ariel, 2018

Em fevereiro de 2017, Fabi divulgou o seu canal no YouTube "Apenas Existindo", em parceria com Myra Ruiz, com quem construiu uma amizade para além dos palcos, onde as duas publicavam covers de algumas músicas. Dois meses depois, ambas anunciaram o Desafiando a Amizade, um show dirigido por Miguel Falabella que ocorreu no dia 4 de maio no Teatro Cetip, em São Paulo. O sucesso do show foi tanto que divulgaram um extra, dessa vez no Teatro Porto Seguro, também em São Paulo, no dia 4 de julho. Os ingressos esgotaram em menos de uma hora, promovendo mais um show, no dia 3 de julho e uma temporada em setembro. Entre setembro e dezembro de 2017, Fabi integrou o elenco de Garota de Ipanema - O Musical da Bossa Nova, na temporada do musical em São Paulo, trabalhando novamente com Myra Ruiz. No mesmo ano, Bang anunciou também seu primeiro show solo aberto ao público A Vida É Um Filme junto com a Orquestra Filarmônica de Paraisópolis que ocorreu nos dias 12 e 13 de dezembro no Teatro Cetip.
No ano seguinte, esteve em cartaz como a Princesa Ariel no musical da Disney A Pequena Sereia, que estreou em março de 2018 no Teatro Santander. Na última sessão do espetáculo, Fabi anunciou que estava grávida de sua primeira filha. Ainda em 2018 Fabi e Myra anunciaram uma nova parceria com o De Volta a Oz em comemoração aos quinze anos de estreia do musical Wicked na Broadway. O primeiro show ocorreu no Teatro Porto Seguro no dia 5 de novembro e o segundo, no Teatro Renault, no dia 10 de dezembro, esse último contando com orquestra e a participação de colegas de elenco como Diego Montez, Thuany Parente e Roberta Jafet.
Em 2022 o musical  A Pequena Sereia retornou para mais uma temporada, com Fabi novamente como a protagonista. Ademais, ela recebeu o convite da Disney para interpretar a música "Um Pouco Mais" (versão em português da canção "A Little More" interpretada por Jessica Darrow), para o curta-metragem de final de ano: O Presente, da campanha Celebrando a Magia 2022. No mesmo ano, ainda, foi anunciado para 2023 a volta de Wicked ao Brasil depois de tamanho sucesso, agora em uma montagem inédita, novamente em São Paulo. Myra Ruiz e Fabi Bang receberam o convite para retornar aos seus papéis como protagonistas, também contribuindo na produção do musical. Ambas noticiaram a volta do espetáculo (para março de 2023) num show, intitulado Fabi & Myra: Broadway in Concert. Em outubro de 2023, Fabi estreou novamente ao lado de Myra Ruiz no musical Matilda em São Paulo, como a Srta Honey.Em março de 2024, Fabi estreou no musical Cabaret, como Sally Bowles.  Ao final do ano, Fabi e Myra foram convidadas a dar voz para Glinda e Elphaba na versão brasileira do filme Wicked, protagonizado por Ariana Grande e Cynthia Erivo. Em novembro, foi anunciado o retorno do musical no país pela terceira vez, novamente com a participação das duas, numa curtíssima temporada de março à abril de 2025.

## Trabalhos

### Teatro
| Ano  | Título                                     | Papel                                    | Teatro                   | Estado            |
| ---- | ------------------------------------------ | ---------------------------------------- | ------------------------ | ----------------- |
| 2005 | O Fantasma da Ópera                        | Swing                                    | Teatro Abril             | São Paulo         |
| 2007 | Miss Saigon                                | Swing/Female Dance Captain               | Teatro Abril             | São Paulo         |
| 2009 | A Bela e a Fera                            | Tolinha/Cover de Bela                    | Teatro Abril             | São Paulo         |
| 2010 | Cats                                       | Jemima                                   | Teatro Abril             | São Paulo         |
| 2011 | Evita                                      | Ensemble/Cover de Amante de Perón        | Teatro Alfa              | São Paulo         |
| 2011 | Cabaret                                    | Ensemble                                 | Teatro Procópio Ferreira | São Paulo         |
| 2012 | Priscilla, a Rainha do Deserto             | Diva/Cover de Cynthia                    | Teatro Bradesco          | São Paulo         |
| 2013 | A Família Addams                           | Ensemble/Cover de Wandinha               | Teatro Vivo Rio          | Rio de Janeiro    |
| 2014 | O Homem de La Mancha                       | Cigana/Cover de Aldonza/Cover de Antonia | Teatro do SESI           | São Paulo         |
| 2015 | Kiss Me, Kate - O Beijo da Megera          | Lois Lane                                | Teatro Bradesco          | Rio de Janeiro    |
| 2016 | Wicked                                     | Glinda                                   | Teatro Renault           | São Paulo         |
| 2017 | Garota de Ipanema, O Musical da Bossa Nova | Ela mesma                                | Teatro Opus              | São Paulo         |
| 2018 | A Pequena Sereia                           | Ariel                                    | Teatro Santander         | São Paulo         |
| 2020 | O Canto de Ninguém                         | Samantha                                 | Teatro Itália            | São Paulo         |
| 2021 | Rodgers & Hammerstein's Cinderella         | Cinderella                               | Teatro Liberdade         | São Paulo         |
| 2022 | Rodgers & Hammerstein's Cinderella         | Cinderella                               | Teatro Multiplan         | Rio de Janeiro    |
| 2022 | Rodgers & Hammerstein's Cinderella         | Cinderella                               | Centro Cultural Usiminas | Minas Gerais      |
| 2022 | Rodgers & Hammerstein's Cinderella         | Cinderella                               | Teatro Sesc Palladium    | Minas Gerais      |
| 2022 | Uma Noite Na Broadway                      | Bella Bianchi                            | Teatro Santander         | São Paulo         |
| 2022 | A Pequena Sereia                           | Ariel                                    | Teatro Santander         | São Paulo         |
| 2023 | Wicked                                     | Glinda                                   | Teatro Santander         | São Paulo         |
| 2023 | Uma Noite Na Broadway                      | Bella Bianchi                            | Teatro Santander         | São Paulo         |
| 2023 | Uma Noite Na Broadway                      | Bella Bianchi                            | Teatro Claro             | Rio de Janeiro    |
| 2023 | Uma Noite Na Broadway                      | Bella Bianchi                            | Farol Santander          | Rio Grande do Sul |
| 2023 | Matilda - O Musical                        | Srta Honey                               | Teatro Claro             | São Paulo         |
| 2024 | Cabaret                                    | Sally Bowles                             | 033 Rooftop              | São Paulo         |
| 2025 | Wicked                                     | Glinda                                   | Teatro Renault           | São Paulo         |

### Shows
| Ano  | Título                           | Diretor           | Notas                                                                        |
| ---- | -------------------------------- | ----------------- | ---------------------------------------------------------------------------- |
| 2017 | Desafiando a Amizade             | Miguel Falabella  | Show com Myra Ruiz.                                                          |
| 2017 | A Vida É Um Filme                | Daniel Salve      |                                                                              |
| 2018 | De Volta a Oz                    | Daniel Salve      | Show com Myra Ruiz, em comemoração aos 15 anos do musical Wicked.            |
| 2018 | Wicked in Concert                | Daniel Salve      | Show com Myra Ruiz, em comemoração aos 15 anos do musical Wicked.            |
| 2021 | Musicais in Concert              |                   | Show do maestro João Carlos Martins.                                         |
| 2022 | Disney in Concert                | Daniel Salve      |                                                                              |
| 2022 | Fabi & Myra: Broadway in Concert | Floriano Nogueira | Show com Myra Ruiz, para o anuncio da volta do musical Wicked para o Brasil. |
| 2023 | Receitas Para Um Natal Feliz     | Daniel Salve      | Show com Myra Ruiz.                                                          |
| 2024 | Baile das Bruxas                 | Tatiana Vinhais   | Show com Myra Ruiz.                                                          |
| 2024 | Receitas Para Um Natal Feliz     | Daniel Salve      | Show com Myra Ruiz.                                                          |

### Televisão
| Ano  | Título             | Papel  | Emissora   |
| ---- | ------------------ | ------ | ---------- |
| 2016 | Rock Story         | Nina   | TV Globo   |
| 2019 | Cultura, O Musical | Jurada | TV Cultura |

### Dublagem
| Ano  | Título         | Papel          | Atriz Original | Notas                     |
| ---- | -------------- | -------------- | -------------- | ------------------------- |
| 2024 | Wicked         | Galinda Upland | Ariana Grande  | Filme live-action musical |
| 2025 | Branca de Neve | Rainha Boa     | Lorena Andrea  | Filme live-action musical |

### Cinema
| Ano  | Título                          | Papel |
| ---- | ------------------------------- | ----- |
| 1989 | A Princesa Xuxa e os Trapalhões | -     |

## Discografia

### Singles
| Canção          | Ano  |
| --------------- | ---- |
| "Ironias"       | 2016 |
| "Um pouco mais" | 2022 |

### Videoclipes
| Canção             | Artista       | Ano  | Diretor(es)                      |
| ------------------ | ------------- | ---- | -------------------------------- |
| "Ironias"          | Fabi Bang     | 2016 | Thomas Henne e Pedro Burguerbraü |
| "Silence"          | Little Nation | 2016 | Deborah Perrotta                 |
| "Respeita as Mina" | Kell Smith    | 2017 | Mess Santos                      |
| "Um pouco mais"    | Fabi Bang     | 2022 |                                  |

## Prêmios
| Ano  | Cerimônia                       | Categoria                      | Trabalho                                       | Resultado | Ref    |
| ---- | ------------------------------- | ------------------------------ | ---------------------------------------------- | --------- | ------ |
| 2016 | Prêmio Reverência               | Melhor Atriz Coadjuvante       | Lois Lane em Kiss Me, Kate - O Beijo da Megera | Venceu    | [ 29 ] |
| 2016 | Prêmio Bibi Ferreira            | Melhor Atriz                   | Glinda em Wicked                               | Venceu    | [ 30 ] |
| 2016 | Prêmio Aplauso Brasil de Teatro | Melhor Atriz                   | Glinda em Wicked                               | Indicado  | [ 31 ] |
| 2016 | Prêmio Arte Qualidade Brasil    | Melhor Atriz                   | Glinda em Wicked                               | Indicado  | [ 32 ] |
| 2016 | Prêmio Musical Cast             | Melhor Atriz                   | Glinda em Wicked                               | Indicado  |        |
| 2016 | Prêmio Musical Cast             | Melhor Atriz pelo Voto Popular | Glinda em Wicked                               | Venceu    |        |
| 2017 | Prêmio Reverência               | Melhor Atriz                   | Glinda em Wicked                               | Indicado  |        |
| 2024 | Prêmio Bibi Ferreira            | Melhor Atriz                   | Sally Bowles em Cabaret                        | Indicado  |        |